# Christian Pouga
Christian Pouga est un footballeur camerounais. Né le 19 juin 1986 à Douala au Cameroun,  il joue au poste d'attaquant.

## Biographie
Il commence le football dans l'équipe de PMUC (Pari mutuel urbain camerounais).
Christian Pouga rejoint le club chinois de Dalian Shide, puis le Shanghai United. 
Après son périple chinois, Christian Pouga rejoindra la Suisse via le FC Bâle qui le prêtera à Bellinzone. Il inscrira le seul but de son équipe lors de la défaite concédée face au FC Bâle en finale de la Coupe de Suisse 2008 (1-2). 
En 2008, il rejoint le FC Séville où il jouera pour l'équipe réserve.